# Münster Hauptbahnhof
Münster Hauptbahnhof – stacja kolejowa w Münster, w kraju związkowym Nadrenia Północna-Westfalia, w Niemczech.